# Fylkesväg 62
Fylkesväg 62 (norska: Fylkesvei 62) är en primär fylkesväg i Møre og Romsdal fylke i västra Norge som går mellan tätorten Hjelset i Molde kommun och tätorten Sunndalsøra i Sunndals kommun. Vägen är 67,7 kilometer lång och asfalterad. Den passerar bland annat genom tätorterna Kleive och Eidsvåg.
Vägen ansluter till:
- Europaväg 39 (vid Hjelset)
- Fylkesväg 665 (vid Steinløysa)
- Fylkesväg 660 (vid Eidsvåg)
- Fylkesväg 666 (vid Toven)
- Riksväg 70 (vid Sunndalsøra)

## Bilder

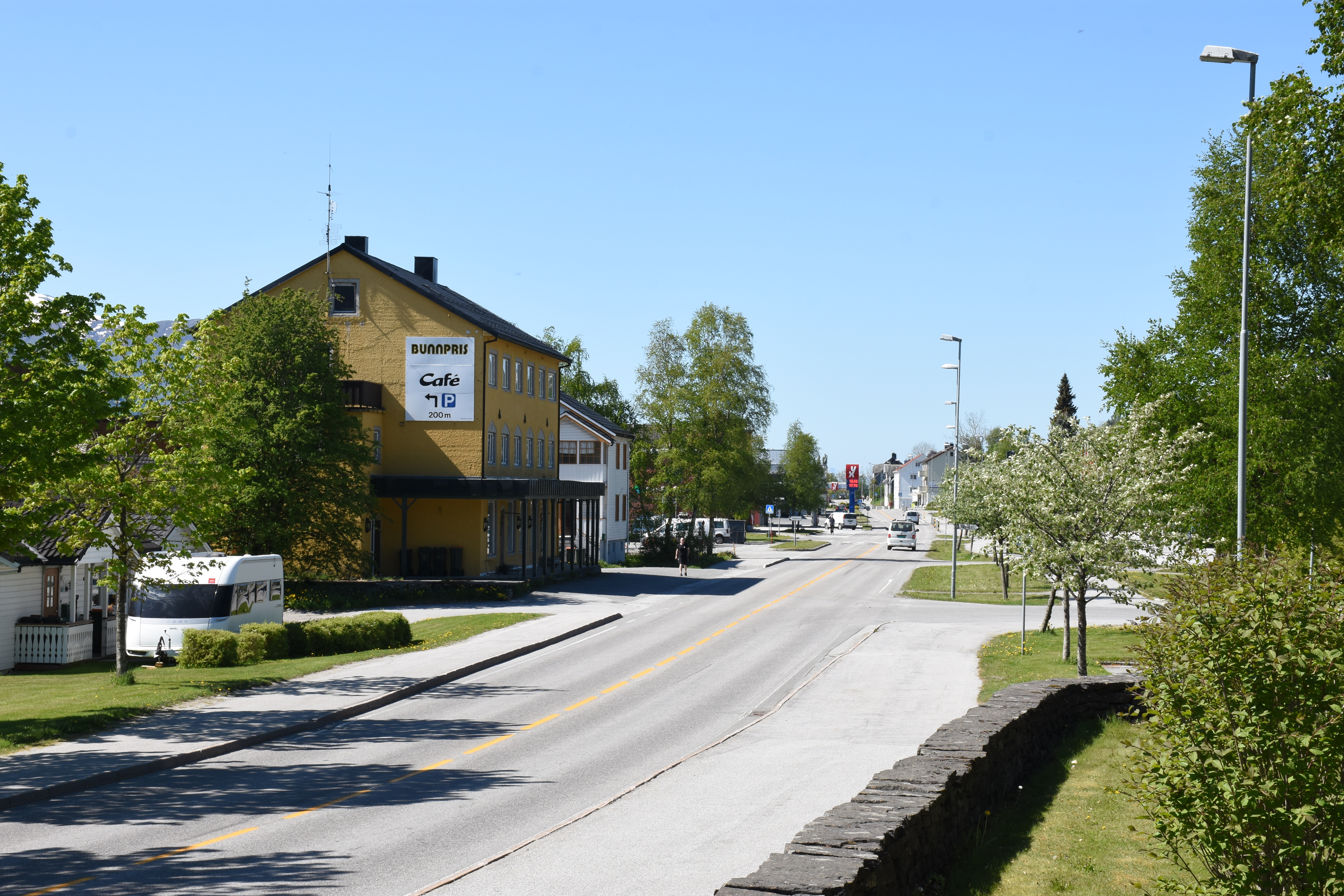
Fylkesväg 62 i Eidsvåg.
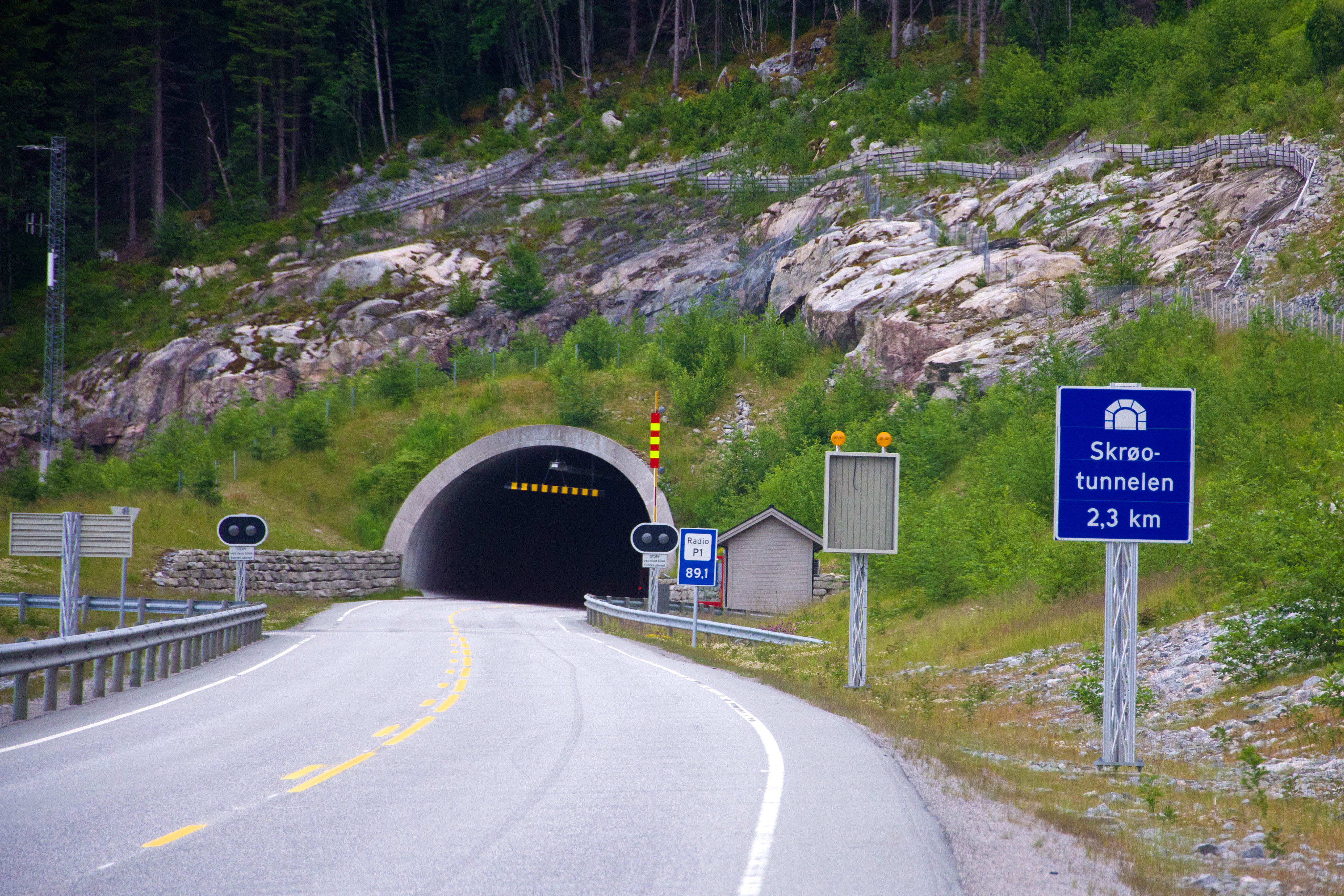
Fylkesväg 62 vid Skrøotunneln.
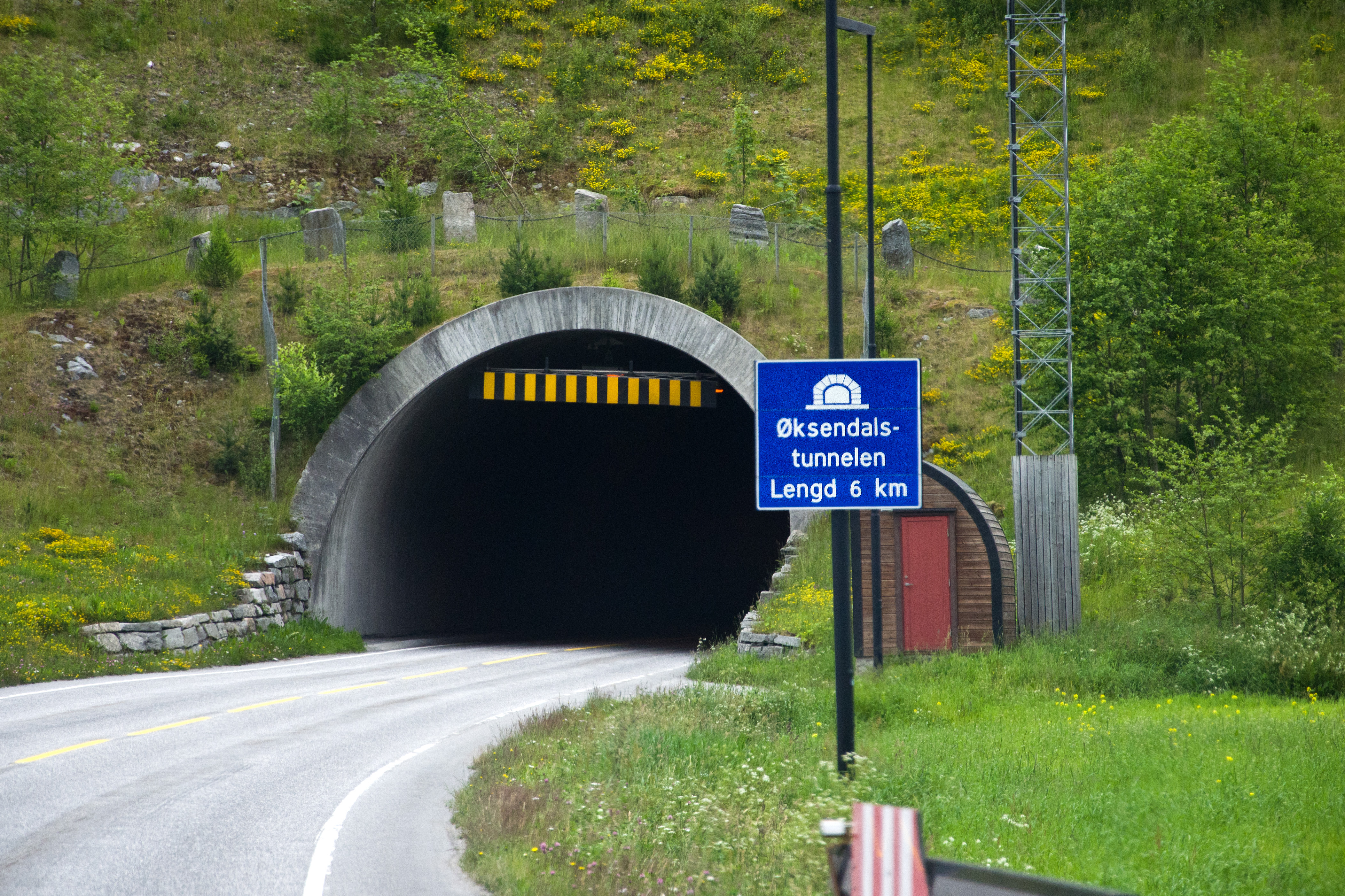
Fylkesväg 62 vid Øksendalstunneln.
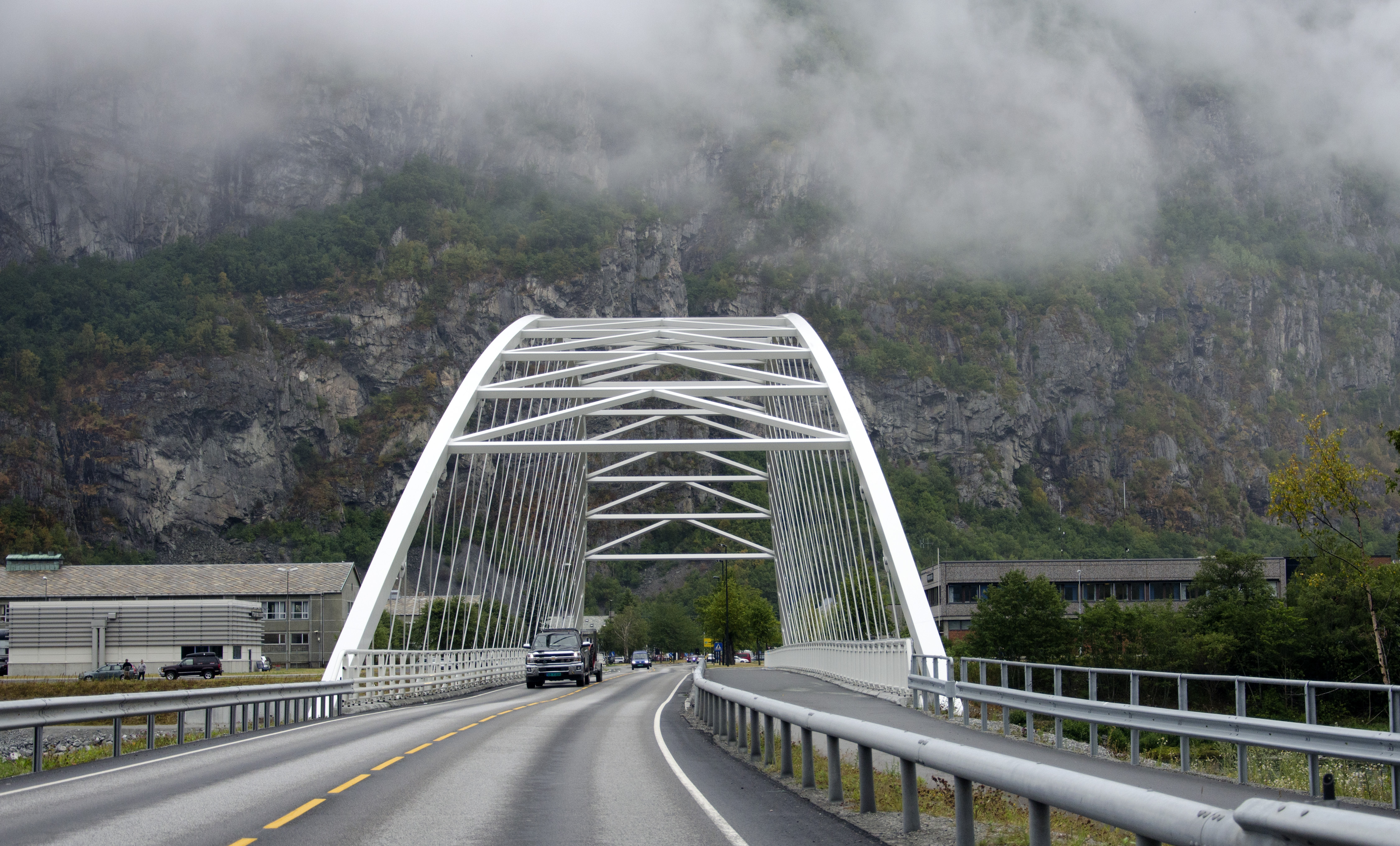
Fylkesväg 62 vid Driva bro i Sunndalsøra.